# Ефект метелика (гурт)
Ефект метелика (Efekt Metelyka) — український музичний гурт, створений у місті Черкаси.

## Історія
Ефект метелика – український рок-гурт, заснований в 2004 році у Черкасах під назвою «Эффект бабочки», яку було
змінено через збільшення кількості україномовних пісень у творчості. У той час творцями гурту були: Костянтин Доброцький (Кот) та Сергій Бобров. Сьогодні гурт має такий склад: Сергій Бобров (гітара, вокал) Костянтин Доброцький (гітара), Максим Кривобородов (гітара), Сергій Потеряйко (барабани) та Андрій Кивушин (бас). Гурт створив шість кліпів: «Сніг» (10 лютого 2012), «Літо» (15 травня 2012), «Русалки» (14 січня 2014), «Туман» (10 серпня 2014) на вірш Тараса Шевченка “Наймичка”, «Хімія» (25 грудня 2014), «Літак» (10 травня 2016).
19 вересня 2015 року гурт "Ефект Метелика" виборов 3-тє місце на 14-му Всеукраїнському фестивалі сучасної пісні та популярної музики "Червона Рута 2015" у номінаціі рок-музика. Також гурт був удостоєний відзнаки фестивалю за сучасне втілення національних музичних традицій.

## Учасники
Склад гурту виглядає так:
- Сергій Бобров — вокал, гітара (2004—)
- Костянтин Доброцький — гітара, бек-вокал (2004—)
- Андрій Ківушин — бас (2004—2006, 2008—)
- Максим Кривобородов — гітара (2013—)
- Сергій Потеряйко — барабани (2015—)

### Колишні учасники
- Євген Мягков — барабани (2004)
- Денис Мороз — флейта, гітара (2004—2005)
- Євген Тараненко — перкусія (2004), ударні (2005)
- Єгор Гавриленко — бас (2007—2008)
- Олександр Поляков — барабани (2006—2008)
- Євген Якшин — соло-гітара, бек-вокал (2008—2012)
- Юрій Гелеверя — барабани (2008—2012)
- Дмитро Дейбус — барабани (2012—2014)

## Дискографія
- 2010 - Коконы

- 2012 - Вторгнення

- 2015 - Est. 2004

## Кліпи
- “Снег” (10 лютого 2012) Кліп (російською мовою). Оператор Євген Шот. Режисер монтажу/кольорокорекції - Денис Захаров.

- “Лето” (15 травня 2012) Кліп (російською мовою). Режисер Денис Захаров. Оператор Дмитро Шитко.

- “Русалки” (14 січня 2014) Кліп (українською мовою). Презентація проходила на широкому екрані з «Dolby Surround» звуком в сучасному кінотеатрі міста Черкаси. Музиканти в кліпі виступлять в образі «вільних каменярів» людських сердець і розкажуть історію про загадкову Русалку. Історія Русалки заснована на українському фольклорі. Зйомки проходили в занедбаному підземеллі. Над зйомками працювала команда зі студії «КВАДРАТ»: Ольга Степаньян, Олег Аваль та Олексій Северин, пост-продакшн - Костянтин Пироженко (монтаж, корекція кольору, FX) - «GOPAK films», звукорежисер - Віктор Юр'єв.

- “Туман” (10 серпня 2014) Кліп (українською мовою). |  | “Знімали в полі в Черкасах. У відео ми звертаємося до творчості Тараса Шевченка. “Туман” – це вірш із поеми “Наймичка”. У кліпі з’являються персонажі: малий Тарас, герої з “Наймички” і, звісно ж, музиканти. Як такого сюжету немає, робота відсилатиме до творчості Шевченка. А музиканти виступатимуть як сучасні носії Кобзаревого слова” |, – розповів фронтмен “Ефекту метелика”. Режисерами кліпу виступили Олександр Демешко, музикант гурту “Сонце в кишені”, та Стас Кухарчук – відомий черкаський тележурналіст, сценаристом – актор обласного драмтеатру Олександр Кузьмін, а його дружина й син виконали ролі у кліпі. Музиканти сподіваються, що нова робота буде презентована фанатам гурту наприкінці серпня – до 10-річчя “Ефекту метелика”.

- "Хімія" (2014 рік) Кліп (українською мовою). Режисер та оператор Надія Корбут.
- * ЛІТАК (дванадцятий трек торішнього альбому групи ЕФЕКТ МЕТЕЛИКА “Est. 2004″) доповнився образним відеорядом, який створив черкаський митець, фотограф і музикант, а цього разу і режисер-оператор Андрій Паніченко. Лірика Сергія Боброва візуалізувалась документальними образами сучасної української війни. Літак - символ висот і свобод, яких прагне людина, та війна, яка змінює долі та напрямки руху. Пам’ять про втрати та віра у перемогу. Музиканти вирішили оприлюднити кліп саме тепер, коли річниці минулих і теперішніх воєнних подій будоражать суспільний простір